# 内田香織
内田 香織（うちだ かおり、1972年5月5日 - ）は、近畿地方を拠点に活動している日本のタレント。
大阪府出身。大阪外国語大学外国語学部第二部（夜間学部）の学生であったが、中退して大阪テレビタレントビューロー (TTB) の35期生になる。TTBには、2018年3月に会社解散となるまで在籍していた。

## 出演
脚注のないものは、TTB公式プロフィールおよび内田が講師登録をしているシステムブレーンの公表データからの参考。

### テレビ番組
- 旅NIGHT（旅チャンネル） - リポーター
- 関西トピックス（大阪セントラルケーブルネットワーク[6] → ケーブルウエスト → J:COM 関西） - キャスター
- ハーティ9だより（大阪セントラルケーブルネットワーク、 - 2003年[6]） - キャスター
- わがまち和歌山（テレビ和歌山）
- 真夜中市場〜ハイヒールの眠れない夜〜（関西テレビ）
- 昼ショップ 買物検討使（関西テレビ）
- アクセスOSAKA（よみうりテレビ） - キャスター

### ラジオ番組
- 山崎弘士の満員御礼!（KBS京都ラジオ） - リポーター
- 歌はおまかせ小山乃里子です（ABCラジオ、1998年 - 2003年） - 木曜アシスタント
- アベロクのOH!まっぴるま（ABCラジオ、1999年 - 2000年）
- AM KOBEニュース（AM KOBE）
- 土曜バンバン!やってもいいかな?!（AM KOBE） - 番組終了時のニュースキャスター
- 金曜バンバン ゴメンネ!?ばんばひろふみDE（AM KOBE）
- 金曜鶴松倶楽部（KBS京都ラジオ、2000年[7] - 2001年）
- チュートリアルの金曜ナマチュー（KBS京都ラジオ、2001年 - 2002年）
- 金曜！生デス！麒麟デス！（KBS京都ラジオ、2002年 - 2003年）
- 柴田博のまっぴるま王子!（ABCラジオ） - 外回りリポーター
- 小山乃里子のハートにスニーカー（ABCラジオ） - ラジオショッピング担当
- 桂む雀の夕刊探検隊 → とびだせ!夕刊探検隊（ABCラジオ、2004年度[8]・2005年度）
- ブラックマヨネーズのBlack'nラジオ（KBS京都ラジオ、2005年度）
- 金曜ジャルジャルアワー（KBS京都ラジオ、2007年度）
- 金曜ストリークナイター（KBS京都ラジオ）
- 全力投球!!妹尾和夫です（ABCラジオ） - ラジオショッピング担当
- なるみ・八方のごきげんさん!（ABCラジオ） - ラジオショッピング担当
- 歌謡大全集（ABCラジオ、2009年度） - 木曜担当
- ようこそ!伊藤史隆です（ABCラジオ） - ラジオショッピング担当
- 内田香織のあさ得！（ABCラジオ）
- 西靖&桜井一枝のわくわく土曜リクエスト（MBSラジオ）
- ノムラでノムラだ♪ EXトラ!（MBSラジオ） - リポーター
- もうすぐ夜明けABC（ABCラジオ、2012年[9] - 2017年） - 水曜（火曜深夜）パーソナリティ。2000年代中期にも番組に出演していたことがある[1]。
- 夜は、おととも（ABCラジオ、2014年 - 2017年） - 火曜深夜パーソナリティ

### CM
- 総務省統計局
- センタープラザ
- 山陽不動産

### ナレーション
- 愛知環状鉄道 駅案内放送
- プラザ26 館内放送
- JR 留守番電話
- 松下電工 ビデオパッケージ